# Cugnoli
Cugnoli (Cùnnele in abruzzese) è un comune italiano di 1 356 abitanti della provincia di Pescara in Abruzzo.

## Storia

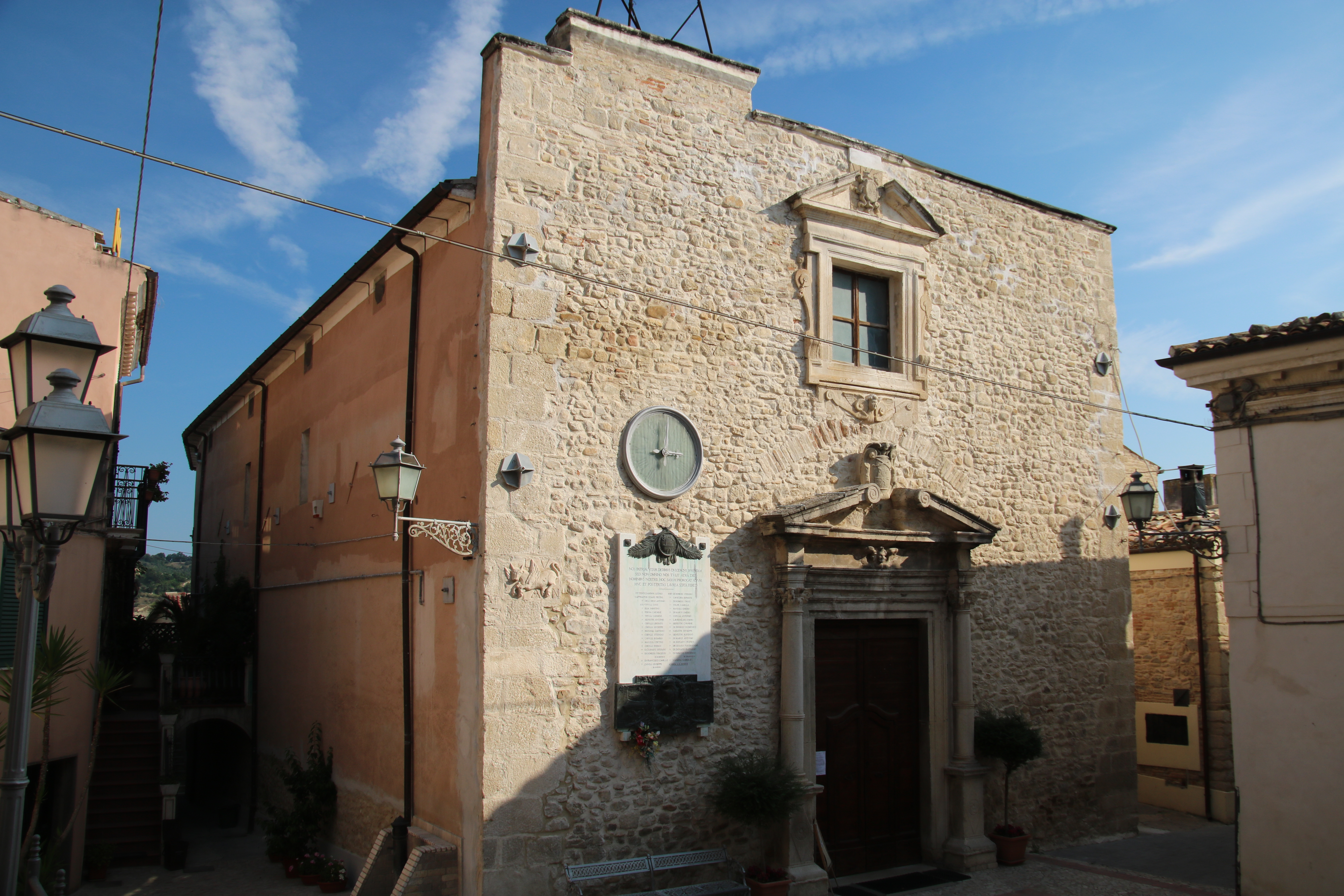
Chiesa di Santo Stefano

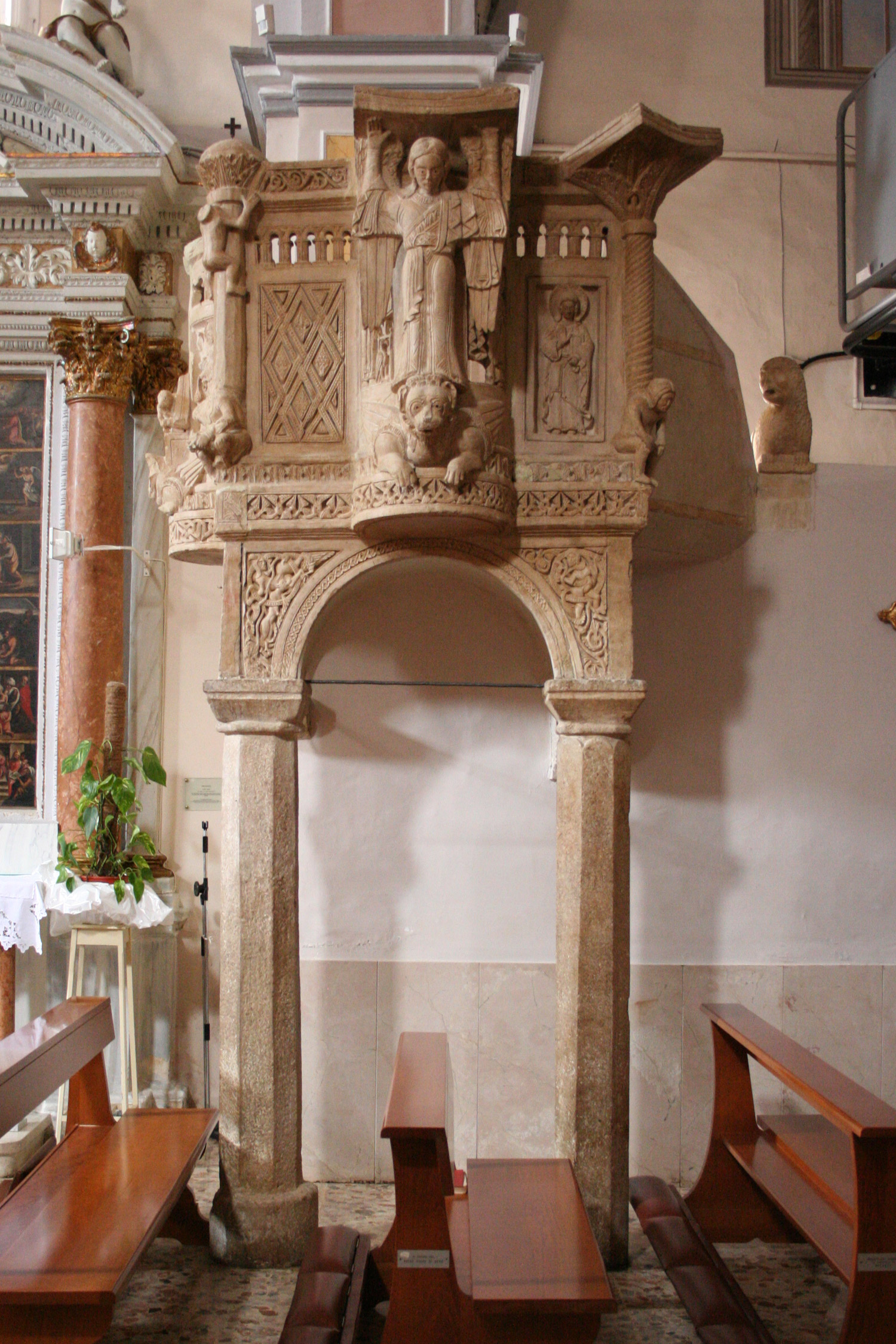
Il pulpito della chiesa di Santo Stefano

La notizia più antica riguardante Cugnoli risale al 1111, quando i signori del castello, i fratelli Oderisio e Pagano, sono presenti ad una convenzione tenutasi in questo anno nell'Isola della Pescara presso l'abbazia di San Clemente a Casauria per ridisegnare il nuovo assetto geo-politico dell'area, successivo alla conquista normanna; nel 1173 furono censite 36 famiglie del luogo; il paese fornì a re Guglielmo II il Normanno tre militari e sei serventi. Successivamente passò come feudo a Bartolomeo Chiusano.
Testimonianze del suo passato provengono dall'antico castello, del quale resta solo la parte anteriore. Fino a pochi anni fa si ripeteva l'antica usanza di apporre una crocetta di cera sull'architrave residuata alla porta d'ingresso del castello, come buon auspicio per la salvaguardia dello stesso castello, nel quale si identificava la buona sorte del paese intero.

## Monumenti e luoghi d'interesse

### Chiesa di Santo Stefano Martire
La chiesa di Santo Stefano, del XIII secolo, rifatta nel Seicento. Il pulpito fu fatto costruire dall'abate Rainaldus ed affidato al «magister» Nicodemus da Guardiagrele, lo stesso autore dell'ambone di Moscufo. Nella prima cappella si trova un gruppo ligneo dorato e policromo dell'Annunciazione, formato dalla Vergine e dall'Arcangelo Gabriele.

## Società

### Evoluzione demografica
Abitanti censiti

## Amministrazione
| Periodo        | Periodo        | Primo cittadino   | Partito | Carica  | Note                 |
| -------------- | -------------- | ----------------- | --- | ------- | -------------------- |
| 6 giugno 1993  | 27 aprile 1997 | Orazio Di Marco   | Lista civica | Sindaco | [ 8 ]                |
| 28 aprile 1997 | 27 maggio 2006 | Carlo Mancini     | Lista civica di centro (1997-2001) Lista civica di sinistra (2001-2006)                                                                        | Sindaco | [ 9 ] [ 10 ]         |
| 28 maggio 2006 | 3 ottobre 2021 | Lanfranco Chiola  | Lista civica Insieme per cambiare (2006-2011) Lista civica Continuiamo insieme (2011-2016) Lista civica Continuiamo ancora insieme (2016-2021) | Sindaco | [ 11 ] [ 12 ] [ 13 ] |
| 4 ottobre 2021 | in carica      | Giancarlo Sciarra | Lista civica Continuità e sviluppo | Sindaco |                      |

## Sport

### Calcio
La principale squadra di calcio della città è l'A.S.D. Cugnoli che milita nel girone C abruzzese di 2ª Categoria. Il 26 aprile 2015 viene promossa in 1 Categoria.